# Volker Dornquast

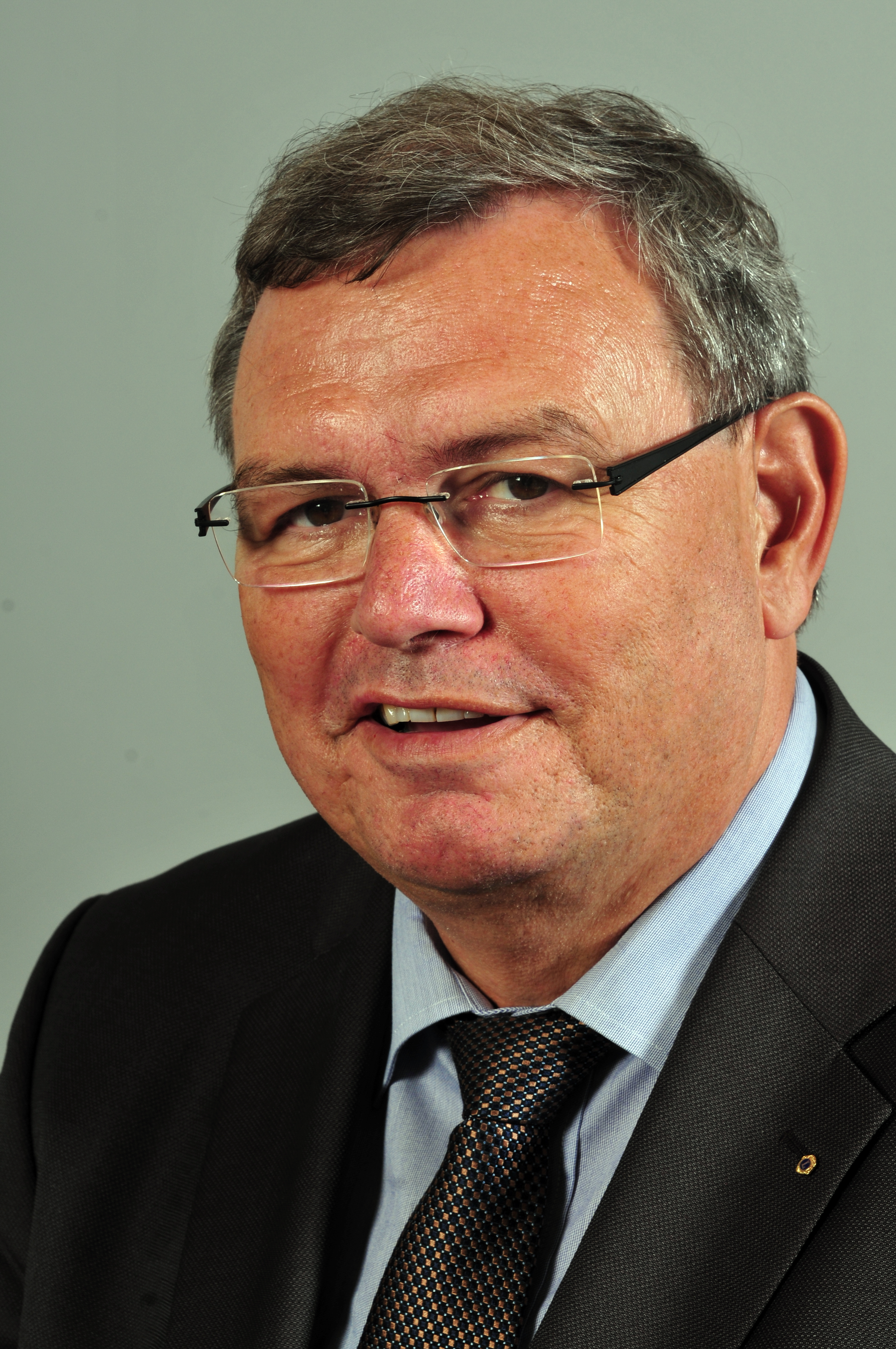
Volker Dornquast 2013

Volker Dornquast (* 4. Juni 1951 in Greifswald) ist ein deutscher Politiker (CDU).
Von 2012 bis 2017 war er Mitglied des schleswig-holsteinischen Landtags. Von 2009 bis 2012 war er Staatssekretär im Innenministerium des Landes Schleswig-Holstein. Zuvor war er 21 Jahre hauptamtlicher Bürgermeister der Gemeinde Henstedt-Ulzburg.

## Leben und Beruf
Volker Dornquast wurde in Greifswald / Vorpommern geboren. 1953 flüchtet er mit seinen Eltern und seinen zwei Geschwistern aus der DDR über Minden nach Dortmund. Nach dem Abitur am Fördegymnasium in Flensburg verbrachte er ab 1970 für zwei Jahre als Zeitsoldat beim Lufttransportgeschwader 63 in Hohn als Reserveoffizier. Ab 1972 studiert er Rechtswissenschaften in Kiel und begann 1980 nach dem zweiten juristischen Staatsexamen als Verwaltungsjurist bei der Landesregierung Schleswig-Holstein. Im Jahr 1987 arbeitete er in der CDU-Landesgeschäftsstelle in Kiel, bevor er 1988 zum Bürgermeister der Gemeinde Henstedt-Ulzburg gewählt wurde.
Volker Dornquast ist verheiratet und hat fünf Kinder.

## Politik
Seit 1971 ist Volker Dornquast Mitglied der CDU.
Am 4. Juni 1988 trat er sein Amt als Bürgermeister der Gemeinde Henstedt-Ulzburg an, nachdem ihn die Gemeindevertretung mit 16 Stimmen zu 11 Stimmen für eine Amtszeit von sechs Jahren gewählt hatte. Am 7. Dezember 1993 wurde er ohne Gegenkandidaten mit 23 Ja- zu vier Nein-Stimmen für weitere 12 Jahre im Amt bestätigt. Bei der Direktwahl am 6. November 2005 erreichte er bei einem Gegenkandidaten 72,55 % der Stimmen. Seine Amtszeit hätte noch bis 2014 gedauert. Im Oktober 2009 trat er zurück und wurde Staatssekretär in der schleswig-holsteinischen Landesregierung. Dieses Amt hatte er bis zur Regierungsübernahme der Dänen-Ampel im Juni 2012 inne.
Von 1998 bis 2009 war Dornquast ehrenamtlicher Vorsitzender des Schleswig-Holsteinischen Gemeindetages und seit 2002 Vizepräsident des Deutschen Städte- und Gemeindebundes. Er ist Mitbegründer von Nordgate, einem wirtschaftlichen Zusammenschluss der nördlichen Städte und Gemeinden von Hamburg und hat 15 Jahre in verschiedenen Gremien der Metropolregion Hamburg mitgewirkt. Weiterhin ist er ehrenamtlich als Vorsitzender mehrerer Stiftungen tätig.

## Abgeordneter
Am 14. September 2011 wurde Volker Dornquast im Wahlkreises Segeberg-West (Wahlkreis 26) als Kandidat der CDU für die Landtagswahl am 6. Mai 2012 in Schleswig-Holstein aufgestellt. Mit 40 % der Erststimmen errang er das Landtagsmandat, das er bis zum Ende der 18. Wahlperiode ausführte. Im Landtag war er stellvertretender Vorsitzender des Petitionsausschusses, Mitglied im Ausschuss für Bildung, stellvertretendes Mitglied im Europaausschuss und ebenso im Sozialausschuss. Weiterhin war er Sprecher der Fraktion für Hochschule und Weiterbildung sowie bon 2013 bis 2014 Mitglied des Sonderausschusses Verfassungsreform.

## Sonstiges
Dornquast ist Vorsitzender der Bürgerstiftung Henstedt-Ulzburg. Bei der mildtätigen Arnold-Seibert-Stiftung belegt er dieses Amt ebenfalls.
Bis 1988 war er aktiv in der ehrenamtlichen Reservistenarbeit tätig.